# Золотарник
Золота́рник (лат. Solidágo) — род многолетних травянистых растений семейства Астровые, или Сложноцветные (Asteraceae).

## Названия
Научное родовое название происходит от лат. solidus — «крепкий», «здоровый», по лекарственным свойствам растения.

## Морфологическое описание
Более или менее волосистые (до почти голых) многолетние растения с прямостоячим облиственным стеблем и очередными листьями, с цельными, но обычно более или менее зубчатыми пластинками.
Корзинки гетерогамные, 2,5—20 мм длины в диаметре, обычно многочисленные и собранные в метельчатые, реже щитковидные или кистевидные соцветия.
Обёртки 2—8 мм длины и 2—10 мм в диаметре, чашевидные, реже бокаловидные; листочки их черепитчато расположенные, от яйцевидных до линейных.
Цветоложе плоское или немного выпуклое, без прицветников. Краевые цветки пестичные, язычковые, жёлтые, иногда очень мелкие и почти не выступающие из обёртки; цветки диска трубчатые, обоеполые; венчик их жёлтый, с 5 зубцами. Пыльники без придатков.
Плоды — семянки 0,7—4,5 мм длины и 0,2—0,8 мм ширины, более или менее цилиндрические, с 5—12 более или менее развитыми жилками, коротковолосистые или, реже, голые; хохолок из многочисленных шероховатых щетинок, которые обычно длиннее семянки.

## Географическое распространение и экология
Около 80 видов во внетропических областях северного полушария, преимущественно в Северной Америке. На территории стран бывшего СССР произрастает 23 вида.
Золотарники — неприхотливые растения, но лучше всего развиваются на сравнительно тяжёлых, влажных и богатых почвах. Размножаются семенами и делением куста. Выносят затенение.

## Применение
В культуре используется более 20 видов. В России наиболее известен как декоративное растение золотарник канадский (Solidago canadensis), ставший родительским видом многочисленных садовых форм. Многие виды золотарников являются хорошими медоносами, используются в качестве лекарственных, красильных и дубильных растений.

## Классификация

### Таксономия[2]
Solidago L., 1753, Sp. Pl. : 878
Лектотип: Solidago virgaurea L. — Золотарник обыкновенный, или Золотая розга
Род Золотарник относится к семейству Астровые (Asteraceae) порядка Астроцветные (Asterales). Кладограмма в соответствии с Системой APG IV по состоянию на июнь 2023 года:
|  |                                      |  |                                   |                                   |                    |  | ещё 10 семейств |                |                |                                                                 |
|  |                                      |  |                                   |                                   |                    |  |                 |                |                | 128 подтвержденных вида и 157 таксонов, ожидающих подтверждения |
|  |                                      |  |                                   | порядок Астроцветные              |                    |  |                 |                | род Золотарник |                                                                 |
|  |                                      |  |                                   | порядок Астроцветные              |                    |  |                 |                | род Золотарник |                                                                 |
|  | отдел Цветковые, или Покрытосеменные |  |                                   |                                   | семейство Астровые |  |                 |                |                |                                                                 |
|  | отдел Цветковые, или Покрытосеменные |  |                                   |                                   |                    |  |                 |                |                |                                                                 |
|  |                                      |  | ещё 63 порядка цветковых растений | ещё 63 порядка цветковых растений |                    |  |                 | ещё 1787 родов | ещё 1787 родов |                                                                 |
|  |                                      |  |                                   | ещё 63 порядка цветковых растений |                    |  |                 |                | ещё 1787 родов |                                                                 |

### Виды
Некоторые из них:
- Solidago altissima L. — Золотарник высочайший
- Solidago arguta Aiton — Золотарник острый, или Золотарник тонкозубчатый
- Solidago bicolor L. — Золотарник двуцветный

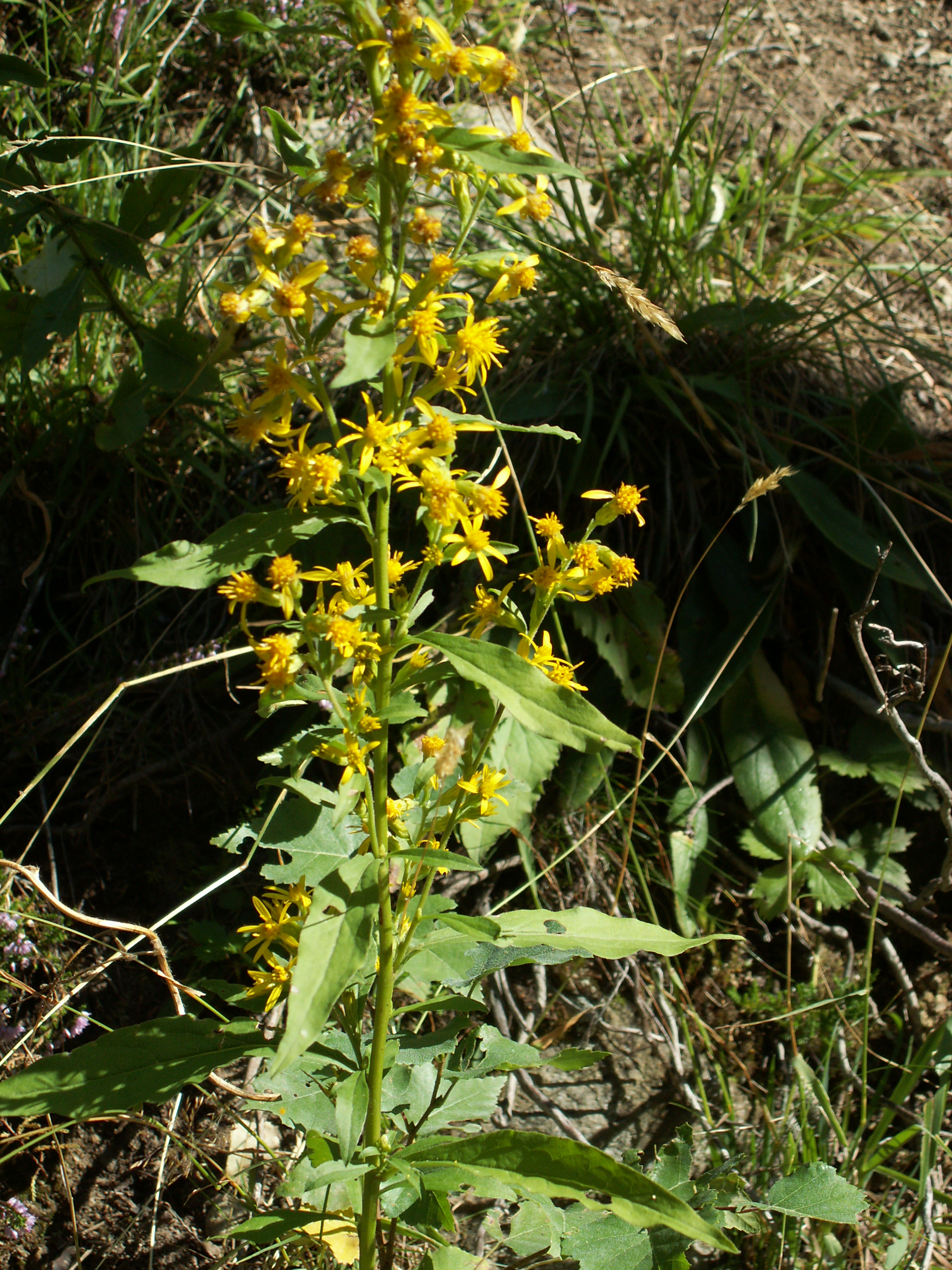
Золотарник обыкновенный, или Золотая розга

- Solidago caesia L. — Золотарник голубовато-серый
- Solidago canadensis L. — Золотарник канадский
- Solidago flexicaulis L. — Золотарник извилистостебельный
- Solidago gigantea Aiton — Золотарник гигантский
- Solidago juncea Aiton — Золотарник ситниковидный
- Solidago multiradiata Aiton — Золотарник многолучевой
- Solidago nemoralis Aiton — Золотарник дубравный
- Solidago odora Aiton — Золотарник пахучий
- Solidago riddellii Frank — Золотарник Ридла
- Solidago rigida L. — Золотарник жёсткий
- Solidago rugosa Mill. — Золотарник морщинистый
- Solidago shortii Torr. & A.Gray — Золотарник Шорта
- Solidago virgaurea L. — Золотарник обыкновенный, или Золотая розга